# Blazh
Albums de Nikolai Noskov
Paranoïa
(1999)
Blazh (en russe Блажь, Caprice, Я тебя люблю, Je t'aime) est le premier album du musicien de rock russe Nikolai Noskov sorti en 1998.

## Historique
Enregistrement du premier album a commencé en 1996, après la dissolution de son groupe Nikolai et de libérer un seul album Mother Russia et après avoir rencontré le peu connu producteur Iosif Prigojin. Dans la même année, il a reçu le premier disque d'or pour la chanson Я не модный. En 1998, il a sorti la chanson Я тебя люблю, qui est devenu l'une des chansons du chanteur emblématique,. Les chansons На Руси et Лунный танец chantées dans le genre de pop-folk. La chanson Дай мне шанс chantée dans le genre de R&B. Les chansons Я немодный, Мой друг, Сердца крик, Блажь, Солнце et Ты не сахар sont chantées dans le genre synthpop et dance-rock.

## Titre de l'album
| No  | Titre                          | Durée |
| --- | ------------------------------ | ----- |
| 1.  | Я тебя люблю (Ya tebya lyublu) | 4:07  |
| 2.  | Я не модный (Ya nemodniy)      | 3:41  |
| 3.  | Дай мне шанс (Day mne shans)   | 5:00  |
| 4.  | Мой друг (Moy drug)            | 4:51  |
| 5.  | Сердца крик (Serdca krik)      | 4:29  |
| 6.  | На Руси (Na Rusi)              | 5:09  |
| 7.  | Блажь (Blazh)                  | 3:44  |
| 8.  | Солнце (Solntse)               | 3:53  |
| 9.  | Лунный танец (Lunnij tanets)   | 4:06  |
| 10. | Ты не сахар (Ti ne sahar)      | 4:56  |

## Musiciens
- Arrangement : Dmitry Ginzburg
- Guitare basse : Alexey Bogolyubov
- Batterie : Andrew Shatunovskii, Yuri "Hen"
- Clavier : Dmitry Chetvergov, Lev Treyvitser
- Management : Leïla Fattakhova
- Mastering : Andrei Subbotin
- Producteur : Iosif Prigojin